# Şereflikoçhisar
Şereflikoçhisar est une ville et district de la province d'Ankara en Turquie.
La ville de Şereflikoçhisar se situe à 150 km d'Ankara. Première grande ville au nord du Lac Salé, elle est plus proche de Aksaray et Konya. Elle s'étend dans ce qui furent les confins occidentaux de l'antique royaume de Cappadoce face à la Galatie et la Lycaonie. Son nom signifie en turc « château (hisar) des honorables (şerefli) béliers (koç) ».
Sa superficie est de 1 591 km2 et elle comptait 59 128 habitants au recensement de 2000, dont 42 083 à Şereflikoçhisar et 17 045 dans les villages.
Le climat est continental, très rigoureux en hiver, et la température peut descendre jusqu'à -21 °C.